# Beluj, Slovacia
Beluj este o comună slovacă, aflată în districtul Banská Štiavnica din regiunea Banská Bystrica. Localitatea se află la altitudinea de 410 m deasupra n.m., se întinde pe o suprafață de 22,81 km2 și în 2017 număra 119 locuitori.

## Istoric
Localitatea Beluj este atestată documentar din 1290.

## Demografie
| An:                | 1994 | 2004    | 2014    | 2024    |
| ------------------ | ---- | ------- | ------- | ------- |
| Număr de persoane: | 178  | 159     | 121     | 137     |
| Diferență:         |      | −10,67% | −23,89% | +13,22% |

| An:                | 2023 | 2024   |
| ------------------ | ---- | ------ |
| Număr de persoane: | 143  | 137    |
| Diferență:         |      | −4,19% |